# تلمبه منصور براهویی
تلمبه منصور براهویی یک منطقهٔ مسکونی در ایران است که در دهستان گلاشکرد واقع شده‌است. تلمبه منصور براهویی ۱۹۹ نفر جمعیت دارد.